# Federico Colbertaldo
Federico Colbertaldo (Italia, 17 de octubre de 1988) es un nadador italiano especializado en pruebas de estilo libre larga distancia, donde consiguió ser medallista de bronce mundial en 2007 en los 800 metros estilo libre.

## Carrera deportiva
En el Campeonato Mundial de Natación de 2007 celebrado en Melbourne ganó la medalla de bronce en los 800 metros estilo libre, con un tiempo de 7:49.98 segundos, tras el polaco Przemysław Stańczyk  y el australiano Craig Stevens  (plata con 7:48.67 segundos).